# FURB TV
FURB TV é uma emissora de televisão de caráter educativo pertencente à Fundação Universidade Regional de Blumenau, e é afiliada a TV Cultura.
Fundado na Década de 90, retransmitido a programação da TV Educativa do Rio de Janeiro.
No mês de dezembro de 2018, com o encerramento das transmissões analógicas para Blumenau e região, a emissora encerrou suas transmissões pelo sinal de TV aberta e a programação do canal foi transportada para o Canal Universitário também pertencente à FURB, que retransmite atualmente a programação do Canal Futura.
O Canal Universitário (TUB) está presente na grade da NET em Blumenau, no canal 15, e no canal 42 da BTV. 
A programação também pode ser acompanhada pelas redes sociais da emissora.